# Джеймс Вуллі
Дже́ймс Ву́ллі (англ. James Woolley; 26 вересня 1966) — колишній клавішник Nine Inch Nails, який виступав з NIN під час Hate-туру 1990 року і на початку туру Self Destruct Tour в 1994 році. Джеймса можна побачити в кліпах «Wish» і «March of the Pigs», а також в епізодах Closure.
Джеймс Вуллі став першим клавішником, який грав в Nine Inch Nails досить довгий проміжок часу. Виступивши на деяких знакових концертах гурту (Lollapalooza ’91 і Woodstock ’94), Вуллі пішов, імовірно за сімейними обставинами. Останній раз про нього було чутно в 2006 році, коли він заснував гурт під назвою V.O.I.D., чий дебютний альбом Mass Distraction повинен був вийти в 2013 році, але його реліз був відкладений через проблеми зі здоров'ям. Якщо зайти на їх офіційний сайт і натиснути на розділ, присвячений Джеймсу Вуллі, починає грати його трек «Nothing Remains». На жаль, зараз посилання на матеріал V.O.I.D. не працюють.